# رنه شورمن
 رنه شورمن (انگلیسی: Renée Schuurman؛ ۲۶ اکتبر ۱۹۳۹ – ۲۰۰۱-۰۵) یک تنیس‌باز اهل آفریقای جنوبی بود.